# Christian August Pohlenz
Christian August Pohlenz   (Sallgast, 3 de juliol de 1790 - Leipzig, 10 de març de 1843) va ser un compositor alemany, professor de cant i organista. Del 1827 al 1835 va ser el director musical dels concerts del Gewandhaus.
Pohlenz va néixer el 1790 a Sallgast, fill d'Anna Maria Klaunigk i de Christian Pohlenz. Va assistir a l'escola Kreuzschule de Dresden, va estudiar dret a la Universitat de Leipzig des del 1811, però aviat es va dedicar completament a la música.
El 1817 va esdevenir organista a l'església Paulinerkirche de Leipzig i el 1821 a la Thomaskirche (església de Sant Tomàs). Després de la mort dels cantors de l'Església de Sant Thomas, Johann Gottfried Schicht el 1823 i de Christian Theodor Weinlig el 1842, en va dirigir provisionalment el cor breument.
Com a successor del desaparegut Johann Philipp Christoph Schulz, finalment va esdevenir director musical dels concerts del Gewandhaus i director musical de la universitat de Leipzig el 1827. El 1828 va ser acceptat al fons de pensions de l'orquestra. Probablement perquè la direcció dels concerts del Gewandhaus no estava satisfeta al cent per cent amb el seu treball, va ser acomiadat el 16 d'abril de 1835. El seu successor va ser Felix Mendelssohn Bartholdy. El qual després de la mort de Pohlenz, va dirigir un concert de comiat en honor seu.
El 1820 es va afiliar a la lògia maçònica Apollo a Leipzig.
Va compondre cançons per a cor masculí. Pohlenz va obtenir serveis especials com a professor de cant. La seva alumna més important va ser Livia Frege i després Jacob Eduard Mantius. A causa de la seva mort, ja no va poder assumir la seva posició de professor al Conservatori de Leipzig.